# Caledonian Football Club
El Caledonian Football Club fue un club de fútbol de Escocia, con sede en Inverness. Fue fundado en 1885 y desapareció en 1994, cuando se fusionó con el Inverness Thistle para formar al Inverness Caledonian Thistle.

## Historia
Fue fundado en el año 1885 en la ciudad de Inverness por personas del Gran Área Verde de la ciudad y fue uno de los equipos fundadores de la Highland Football League en 1893 y su sede fue el Telford Street Park ubicado en el Canal de Caledonia.

### Liga de Highland
Fue uno de los clubes más exitosos de la Highland Football League, ganando la liga en 18 ocasiones, aunque sus mejores años aparecieron en la década de los años 1980s tras ser tricampeones de la liga bajo la dirección de Alex Main. También ganaron la Rothmans Football Yearbook en la temporada 1981/82 y en la temporada siguiente ganaron la liga sin perder un solo juego, siendo uno de los únicos dos clubes en ganar la liga de manera invicta.
También clasificaron en varias ocasiones a la Copa de Escocia, un total de 19 veces, incluyendo la temporada de 1991/92, en la que alcanzaron la cuarta ronda, donde fueron eliminados por el St. Johnstone FC de la Premier League de Escocia con marcador de 0-3.

### Fusión
En el año 1993, la Liga Premier de Escocia determinó que se iba a hacer una expansión y una reestructura a la liga, otorgando dos plazas más para la temporada 1994/95. Uno de los equipos interesados en participar fue el Caledonian, así como sus rivales de ciudad Inverness Thistle FC; por lo que la Liga Premier de Escocia determinó que surgiría un equipo más fuerte si los dos clubes de Inverness se fusionaban, aunque los aficionados de ambos clubes no vieron con buenos ojos la idea, sobre todo los del Caledonian, pero la fusión se realizó y nació un nuevo club llamado Caledonian Thistle, el cual iniciaría en la Segunda División de Escocia para la temporada 1994/95.

## Palmarés

### Torneos locales
- Highland Football League (18): 1895-96, 1898-99, 1899-00, 1901-02, 1910-11, 1913-14, 1925-26, 1930-31, 1950-51, 1951-52, 1963-64, 1970-71, 1976-77, 1977-78, 1981-82, 1982-83, 1983-84, 1987-88
- Copa del Norte de Escocia (20): 1889-90, 1891-92, 1896-97, 1901-02, 1910-11, 1911-12, 1921-22, 1924-25, 1925-26, 1927-28, 1933-34, 1950-51, 1951-52, 1973-74, 1974-75, 1976-77, 1981-82, 1983-84, 1985-86, 1993-94
- Copa de la Highland League (5): 1951-52, 1968-69, 1970-71, 1975-76, 1976-77
- Bells Cup (3): 1974-75, 1975-76, 1978-79
- Inverness Cup (19): 1895-96, 1896-97, 1898-99, 1899-00, 1901-02, 1907-08, 1910-11, 1911-12, 1912-13, 1913-14, 1920-21, 1922-23, 1925-26, 1963-64, 1977-78, 1982-83, 1984-85, 1986-87, 1988-89